# Кок, Реймар
Реймар Кок (нем. Reimar Kock, в некоторых источниках Реймер Кок; ? — 1569) — любекский хронист и теолог эпохи Реформации.

## Биография
В 1524 году поступил во францисканский монастырь в Любеке. После проповеди Лютера в Любеке Кок стал одним из самых горячих поборников нового учения, был проповедником, затем пастором. Умер в 1569 году.

## Сочинения
Кок продолжал прежние любекские хроники Данмара, включая в своё изложение многие факты из истории своего родного города Висмара, и вообще Мекленбурга, пользуясь датскими и шведскими хрониками, а также большими рукописными собраниями любекского архива. Труд Кока озаглавлен: «Cronica der vornehmsten Geschichten und Händel der keyserliken Stadt Lübeck etc.» Вторая и третья части, охватывающие события 1459—1549 годов, до сих пор не изданы. В любекском архиве хранится продолжение хроники Кока до 1565 года; может быть, Кок был автором и этой части. Первая часть хроники была опубликована в 1829 году в Гамбурге.